# جرذ الخشب كثيف الذيل
جرذ الخشب كثيف الذيل (بالإنجليزية: Bushy-tailed woodrat) و(الاسم العلمي: Neotoma cinerea) هو نوع من جرذان الخشب موطنه أمريكا الشمالية. يُعرف أحيانًا باسم "باكرات" (packrat) بسبب عادته في جمع الأشياء وتخزينها.

## الوصف
يتميز هذا الجرذ بذيل كثيف مغطى بالفراء، ويبلغ طوله الإجمالي (بما في ذلك الذيل) بين 30 إلى 45 سم، ويزن ما بين 200 و600 غرام. له فرو رمادي مائل إلى البني من الأعلى وأبيض من الأسفل.

## التوزيع والموطن
يعيش جرذ الخشب ذو الذيل الكثيف في المناطق الجبلية والغابات الصنوبرية والصخرية الممتدة من ألاسكا وكندا وحتى جبال روكي والجنوب الغربي للولايات المتحدة. يفضل المناطق ذات الكهوف أو التكوينات الصخرية حيث يبني أعشاشه.

## السلوك
يُعد هذا النوع ليليًا ومنفردًا، ويشتهر بجمع أشياء لامعة أو غريبة ليضيفها إلى عشه، الذي يُعرف باسم "الميدن" (midden). يتغذى على النباتات والأعشاب والبذور، وأحيانًا على الفطريات.